# Intuitu personae
Intuitu personae (s obzirom na ličnost) je izraz koji se danas najčešće upotrebljava u obligacionom pravu, za lične obligacije, da bi se istaklo da određeni obligacioni odnos postoji i deluje samo između određenih lica. S obzirom da takvi obligacioni odnosi nastaju baš zbog određenih svojstava subjekata obligacije, ona su neprenosiva.